# Strychnos benthamii
Strychnos benthamii är en tvåhjärtbladig växtart som beskrevs av Charles Baron Clarke. Strychnos benthamii ingår i släktet Strychnos och familjen Loganiaceae. Inga underarter finns listade i Catalogue of Life.